# Kokoro no Placard
„Kokoro no Placard” (jap. 心のプラカード Kokoro no Purakādo) – trzydziesty siódmy singel japońskiego zespołu AKB48, wydany w Japonii 27 sierpnia 2014 roku przez You! Be Cool.
Singel został wydany w dziewięciu edycjach: czterech regularnych i czterech limitowanych (Type A, Type B, Type C, Type D) oraz „teatralnej” (CD). Osiągnął 1 pozycję w rankingu Oricon i pozostał na liście przez 26 tygodni, sprzedał się w nakładzie 1 061 760 egzemplarzy. Singel zdobył status płyty Milion.

## Lista utworów
Wszystkie utwory zostały napisane przez Yasushiego Akimoto.

### Type A
| CD  |                                                                                     |                                                                                     |                                                                                     |      |
| Nr  | Tytuł                                                                               | Kompozycja                                                                          | Aranżacja                                                                           | Czas |
| 1.  | „Kokoro no Placard” (jap. 心のプラカード)                                           | Yūsuke Itagaki                                                                      | Seiji Mutō                                                                          | 4:06 |
| 2.  | „Dareka ga nageta Ball” (jap. 誰かが投げたボール) (wyk. Under Girls)                | Shūtarō Katagiri                                                                    | Takamitsu Shimazaki                                                                 | 5:26 |
| 3.  | „Hito natsu no hankōki” (jap. ひと夏の反抗期) (wyk. Next Girls)                     | Kazuya Izumi                                                                        | Hiroshi Sasaki                                                                      | 4:26 |
| 4.  | „Kokoro no Placard” (jap. 心のプラカード) (short ver.)                              | Yūsuke Itagaki                                                                      | Seiji Mutō                                                                          | 3:02 |
| 5.  | „Kokoro no Placard” (jap. 心のプラカード) (off vocal ver.)                          | Yūsuke Itagaki                                                                      | Seiji Mutō                                                                          | 4:05 |
| 6.  | „Dareka ga nageta Ball” (jap. 誰かが投げたボール) (off vocal version)               | Shūtarō Katagiri                                                                    | Takamitsu Shimazaki                                                                 | 5:26 |
| 7.  | „Hito natsu no hankōki” (jap. ひと夏の反抗期) (off vocal version)                   | Kazuya Izumi                                                                        | Hiroshi Sasaki                                                                      | 4:26 |
| DVD |                                                                                     |                                                                                     |                                                                                     |      |
| Nr  | Tytuł                                                                               | Tytuł                                                                               | Tytuł                                                                               | Czas |
| 1.  | „Kokoro no Placard” (jap. 心のプラカード) (Music Video)                             | „Kokoro no Placard” (jap. 心のプラカード) (Music Video)                             | „Kokoro no Placard” (jap. 心のプラカード) (Music Video)                             |      |
| 2.  | „Kokoro no Placard Furitsuke eizō Type A” (jap. 心のプラカード 振り付け映像 Type A) | „Kokoro no Placard Furitsuke eizō Type A” (jap. 心のプラカード 振り付け映像 Type A) | „Kokoro no Placard Furitsuke eizō Type A” (jap. 心のプラカード 振り付け映像 Type A) |      |
| 3.  | „Dareka ga nageta Ball” (jap. 誰かが投げたボール) (Music Video)                     | „Dareka ga nageta Ball” (jap. 誰かが投げたボール) (Music Video)                     | „Dareka ga nageta Ball” (jap. 誰かが投げたボール) (Music Video)                     |      |
| 4.  | „Hito natsu no hankōki” (jap. ひと夏の反抗期) (Music Video)                         | „Hito natsu no hankōki” (jap. ひと夏の反抗期) (Music Video)                         | „Hito natsu no hankōki” (jap. ひと夏の反抗期) (Music Video)                         |      |

### Type B
| CD  |                                                                                     |                                                                                     |                                                                                     |      |
| Nr  | Tytuł                                                                               | Kompozycja                                                                          | Aranżacja                                                                           | Czas |
| 1.  | „Kokoro no Placard” (jap. 心のプラカード)                                           | Yūsuke Itagaki                                                                      | Seiji Mutō                                                                          | 4:06 |
| 2.  | „Dareka ga nageta Ball” (jap. 誰かが投げたボール) (wyk. Under Girls)                | Shūtarō Katagiri                                                                    | Takamitsu Shimazaki                                                                 | 5:26 |
| 3.  | „Seikaku ga warui onna no ko” (jap. 性格が悪い女の子) (wyk. Future Girls)           | Yūsuke Itagaki                                                                      | Yūsuke Itagaki                                                                      | 4:02 |
| 4.  | „Kokoro no Placard” (jap. 心のプラカード) (short ver.)                              | Yūsuke Itagaki                                                                      | Seiji Mutō                                                                          | 3:02 |
| 5.  | „Kokoro no Placard” (jap. 心のプラカード) (off vocal ver.)                          | Yūsuke Itagaki                                                                      | Seiji Mutō                                                                          | 4:05 |
| 6.  | „Dareka ga nageta Ball” (jap. 誰かが投げたボール) (off vocal version)               | Shūtarō Katagiri                                                                    | Takamitsu Shimazaki                                                                 | 5:26 |
| 7.  | „Seikaku ga warui onna no ko” (jap. 性格が悪い女の子) (off vocal version)           | Yūsuke Itagaki                                                                      | Yūsuke Itagaki                                                                      | 4:02 |
| DVD |                                                                                     |                                                                                     |                                                                                     |      |
| Nr  | Tytuł                                                                               | Tytuł                                                                               | Tytuł                                                                               | Czas |
| 1.  | „Kokoro no Placard” (jap. 心のプラカード) (Music Video)                             | „Kokoro no Placard” (jap. 心のプラカード) (Music Video)                             | „Kokoro no Placard” (jap. 心のプラカード) (Music Video)                             |      |
| 2.  | „Kokoro no Placard Furitsuke eizō Type B” (jap. 心のプラカード 振り付け映像 Type B) | „Kokoro no Placard Furitsuke eizō Type B” (jap. 心のプラカード 振り付け映像 Type B) | „Kokoro no Placard Furitsuke eizō Type B” (jap. 心のプラカード 振り付け映像 Type B) |      |
| 3.  | „Dareka ga nageta Ball” (jap. 誰かが投げたボール) (Music Video)                     | „Dareka ga nageta Ball” (jap. 誰かが投げたボール) (Music Video)                     | „Dareka ga nageta Ball” (jap. 誰かが投げたボール) (Music Video)                     |      |
| 4.  | „Seikaku ga warui onna no ko” (jap. 性格が悪い女の子) (Music Video)                 | „Seikaku ga warui onna no ko” (jap. 性格が悪い女の子) (Music Video)                 | „Seikaku ga warui onna no ko” (jap. 性格が悪い女の子) (Music Video)                 |      |

### Type C
| CD  | |                                                                                             |                                                                                             |      |
| Nr  | Tytuł                                                                                               | Kompozycja                                                                                  | Aranżacja                                                                                   | Czas |
| 1.  | „Kokoro no Placard” (jap. 心のプラカード)                                                           | Yūsuke Itagaki                                                                              | Seiji Mutō                                                                                  | 4:06 |
| 2.  | „Dareka ga nageta Ball” (jap. 誰かが投げたボール) (wyk. Under Girls)                                | Shūtarō Katagiri                                                                            | Takamitsu Shimazaki                                                                         | 5:26 |
| 3.  | „Chewing Gum no aji ga nakunaru made” (jap. チューインガムの味がなくなるまで) (wyk. Upcoming Girls) | Takafumi Fujino                                                                             | Makoto Wakatabe                                                                             | 4:08 |
| 4.  | „Kokoro no Placard” (jap. 心のプラカード) (short ver.)                                              | Yūsuke Itagaki                                                                              | Seiji Mutō                                                                                  | 3:02 |
| 5.  | „Kokoro no Placard” (jap. 心のプラカード) (off vocal ver.)                                          | Yūsuke Itagaki                                                                              | Seiji Mutō                                                                                  | 4:05 |
| 6.  | „Dareka ga nageta Ball” (jap. 誰かが投げたボール) (off vocal version)                               | Shūtarō Katagiri                                                                            | Takamitsu Shimazaki                                                                         | 5:26 |
| 7.  | „Chewing Gum no aji ga nakunaru made” (jap. チューインガムの味がなくなるまで) (off vocal version)   | Takafumi Fujino                                                                             | Makoto Wakatabe                                                                             | 4:08 |
| DVD | |                                                                                             |                                                                                             |      |
| Nr  | Tytuł                                                                                               | Tytuł                                                                                       | Tytuł                                                                                       | Czas |
| 1.  | „Kokoro no Placard” (jap. 心のプラカード) (Music Video)                                             | „Kokoro no Placard” (jap. 心のプラカード) (Music Video)                                     | „Kokoro no Placard” (jap. 心のプラカード) (Music Video)                                     |      |
| 2.  | „Kokoro no Placard Furitsuke eizō Type C” (jap. 心のプラカード 振り付け映像 Type C)                 | „Kokoro no Placard Furitsuke eizō Type C” (jap. 心のプラカード 振り付け映像 Type C)         | „Kokoro no Placard Furitsuke eizō Type C” (jap. 心のプラカード 振り付け映像 Type C)         |      |
| 3.  | „Dareka ga nageta Ball” (jap. 誰かが投げたボール) (Music Video)                                     | „Dareka ga nageta Ball” (jap. 誰かが投げたボール) (Music Video)                             | „Dareka ga nageta Ball” (jap. 誰かが投げたボール) (Music Video)                             |      |
| 4.  | „Chewing Gum no aji ga nakunaru made” (jap. チューインガムの味がなくなるまで) (Music Video)         | „Chewing Gum no aji ga nakunaru made” (jap. チューインガムの味がなくなるまで) (Music Video) | „Chewing Gum no aji ga nakunaru made” (jap. チューインガムの味がなくなるまで) (Music Video) |      |

### Type D
| CD  |                                                                                     |                                                                                     |                                                                                     |      |
| Nr  | Tytuł                                                                               | Kompozycja                                                                          | Aranżacja                                                                           | Czas |
| 1.  | „Kokoro no Placard” (jap. 心のプラカード)                                           | Yūsuke Itagaki                                                                      | Seiji Mutō                                                                          | 4:06 |
| 2.  | „Sailor Zombie” (jap. セーラーゾンビ) (wyk. Milk Planet)                            | Yoshimasa Inoue                                                                     | Yoshimasa Inoue                                                                     | 4:26 |
| 3.  | „Oshiete Mommy” (jap. 教えてMommy)                                                  | Tomonori Inoue                                                                      | Tomonori Inoue, Mine Kushita                                                        | 4:24 |
| 4.  | „Kokoro no Placard” (jap. 心のプラカード) (short ver.)                              | Yūsuke Itagaki                                                                      | Seiji Mutō                                                                          | 3:02 |
| 5.  | „Kokoro no Placard” (jap. 心のプラカード) (off vocal ver.)                          | Yūsuke Itagaki                                                                      | Seiji Mutō                                                                          | 4:05 |
| 6.  | „Sailor Zombie” (jap. セーラーゾンビ) (off vocal version)                           | Yoshimasa Inoue                                                                     | Yoshimasa Inoue                                                                     | 4:26 |
| 7.  | „Oshiete Mommy” (jap. 教えてMommy) (off vocal version)                              | Tomonori Inoue                                                                      | Tomonori Inoue, Mine Kushita                                                        | 4:24 |
| DVD |                                                                                     |                                                                                     |                                                                                     |      |
| Nr  | Tytuł                                                                               | Tytuł                                                                               | Tytuł                                                                               | Czas |
| 1.  | „Kokoro no Placard” (jap. 心のプラカード) (Music Video)                             | „Kokoro no Placard” (jap. 心のプラカード) (Music Video)                             | „Kokoro no Placard” (jap. 心のプラカード) (Music Video)                             |      |
| 2.  | „Kokoro no Placard Furitsuke eizō Type D” (jap. 心のプラカード 振り付け映像 Type D) | „Kokoro no Placard Furitsuke eizō Type D” (jap. 心のプラカード 振り付け映像 Type D) | „Kokoro no Placard Furitsuke eizō Type D” (jap. 心のプラカード 振り付け映像 Type D) |      |
| 3.  | „Sailor Zombie” (jap. セーラーゾンビ) (Music Video)                                 | „Sailor Zombie” (jap. セーラーゾンビ) (Music Video)                                 | „Sailor Zombie” (jap. セーラーゾンビ) (Music Video)                                 |      |
| 4.  | „Oshiete Mommy” (jap. 教えてMommy) (Music Video)                                    | „Oshiete Mommy” (jap. 教えてMommy) (Music Video)                                    | „Oshiete Mommy” (jap. 教えてMommy) (Music Video)                                    |      |

### Wer. teatralna
| CD |                                                                       |                  |                      |      |
| Nr | Tytuł                                                                 | Kompozycja       | Aranżacja            | Czas |
| 1. | „Kokoro no Placard” (jap. 心のプラカード)                             | Yūsuke Itagaki   | Seiji Mutō           | 4:06 |
| 2. | „Dareka ga nageta Ball” (jap. 誰かが投げたボール) (wyk. Under Girls)  | Shūtarō Katagiri | Takamitsu Shimazaki  | 5:26 |
| 3. | „47 no suteki na machi e” (jap. 47の素敵な街へ) (wyk. Team 8)         | Sungho           | Yūichi "Masa" Nonaka | 4:18 |
| 4. | „Kokoro no Placard” (jap. 心のプラカード) (1half)                     | Yūsuke Itagaki   | Seiji Mutō           | 3:02 |
| 5. | „Kokoro no Placard” (jap. 心のプラカード) (off vocal ver.)            | Yūsuke Itagaki   | Seiji Mutō           | 4:05 |
| 6. | „Dareka ga nageta Ball” (jap. 誰かが投げたボール) (off vocal version) | Shūtarō Katagiri | Takamitsu Shimazaki  | 5:26 |
| 7. | „47 no suteki na machi e” (jap. 47の素敵な街へ) (off vocal version)   | Sungho           | Yūichi "Masa" Nonaka | 4:18 |

## Skład zespołu
Członkinie, które wzięły udział w nagraniu singla, zostały wybrane w drodze głosowania:
| „Kokoro no Placard” |
| --- |
| - AKB48 Team A: Haruka Shimazaki (7.), Haruna Kojima (8.), Minami Takahashi (9.), Rina Kawaei (16.) - AKB48 Team K: Yui Yokoyama (13.) - AKB48 Team B: Mayu Watanabe (1., środek) - AKB48 Team B / NMB48 Team N: Yuki Kashiwagi (3.) - SKE48 Team S / AKB48 Team K: Jurina Matsui (4.) - SKE48 Team E: Akari Suda (10.), Aya Shibata (15.) - SKE48 Team E / Nogizaka46: Rena Matsui (5.) - NMB48 Team N / AKB48 Team K: Sayaka Yamamoto (6.) - HKT48 Team H: Rino Sashihara (2.) - HKT48 Team KIV / AKB48 Team A: Sakura Miyawaki (11.) - SNH48 Team SII / SKE48 Team S: Sae Miyazawa (12.) - Nogizaka46 / AKB48 Team B: Rina Ikoma (14.) |

| „Dareka ga nageta Ball” |
| --- |
| - AKB48 Team A: Anna Iriyama (20.), Tomu Mutō (24.) - AKB48 Team K: Rie Kitahara (19.) - AKB48 Team B: Aki Takajō (26.), Juri Takahashi (28.) - AKB48 Team 4: Minami Minegishi (22.), Yuria Kizaki (23.), Rena Katō (32.) - SKE48 Team S: Masana Ōya (30.) - SKE48 Team KII / NMB48 Team BII: Akane Takayanagi (31.) - SKE48 Kenkyūsei: Kaori Matsumura (17., środek) - NMB48 Team M / SKE48 Team KII: Nana Yamada (29.) - NMB48 Team BII / SKE48 Team S: Miyuki Watanabe (18.) - HKT48 Team H / AKB48 Team K: Haruka Kodama (21.) - HKT48 Team KIV: Madoka Moriyasu (25.) - HKT48 Team KIV / AKB48 Team B: Tomonaga Mio (27.) |

| „Hito natsu no hankōki” |
| --- |
| - AKB48 Team K: Mako Kojima (36.), Yūka Tano (45.) - AKB48 Team 4: Yukari Sasaki (47.) - SKE48 Team S: Haruka Futamura (34.) - SKE48 Team KII: Airi Furukawa (37.), Yukiko Kinoshita (40.) - SKE48 Team E: Kyōka Isohara (44.), Tsugumi Iwanaga (46.) - NMB48 Team M: Reina Fujie (33., środek), Miru Shiroma (43.) - NMB48 Team M / AKB48 Team A: Fūko Yagura (41.) - NMB48 Team BII: Ayaka Umeda (35.) - HKT48 Team H: Meru Tashima (38.), Chihiro Anai (39.) - HKT48 Team KIV: Aika Ōta (42.), Aoi Motomura (48.) |

| „Seikaku ga warui onna no ko” |
| --- |
| - AKB48 Team K: Misaki Iwasa (49., środek), Haruka Ishida (57.) - AKB48 Team B: Asuka Kuramochi (52.), Natsuki Uchiyama (63.) - AKB48 Team 4: Nana Okada (51.), Miki Nishino (62.) - SKE48 Team KII: Mina Ōba (56.), Mizuho Yamada (54.) - SKE48 Team KII / AKB48 Team A: Nao Furuhata (55.) - SKE48 Team E / HKT48 Team KIV: Kanon Kimoto (50., środek) - NMB48 Team N: Kei Jōnishi (58.) - NMB48 Team N / AKB48 Team 4: Riho Kotani (61.) - NMB48 Team BII: Miori Ichikawa (53.), Shū Yabushita (59.) - HKT48 Team H: Riko Sakaguchi (60.), Natsumi Matsuoka (64.) |

| „Chewing Gum no aji ga nakunaru made” |
| --- |
| - AKB48 Team A: Ami Maeda (70.) - AKB48 Team K: Mariya Nagao (65., środek), Miho Miyazaki (78.) - AKB48 Team B: Miku Tanabe (71.), Mayu Ogasawara (76.), Ryōka Ōshima (80.) - AKB48 Team 4: Saho Iwatate (66.) - SKE48 Team S: Suzuran Yamauchi (69.), Miki Yakata (73.) - SKE48 Team KII: Riho Abiru (74.) - SKE48 Team E: Madoka Umemoto (68.), Makiko Saitō (75.), Ami Kobayashi (77.) - NMB48 Team N: Akari Yoshida (72.) - HKT48 Team H: Hiroka Komada (79.) - HKT48 Team KIV / NMB48 Team N: Anna Murashige (67.) |

| „Sailor Zombie”                                                                                 |
| ----------------------------------------------------------------------------------------------- |
| - AKB48 Team A: Karen Iwata - AKB48 Team K: Yui Yokoyama - AKB48 Team B: Mayu Watanabe (środek) |

| „Oshiete Mommy” |
| --- |
| - AKB48 Team A: Rina Kawaei, Haruka Shimazaki - AKB48 Team K: Mako Kojima - AKB48 Team B: Nana Ōwada, Mayu Watanabe - Otona AKB48: Mariko Tsukamoto (środek) |

| „47 no suteki na machi e” |
| --- |
| - AKB48 Team 8: Ikumi Nakano (środek), Nagisa Sakaguchi, Yui Yokoyama, Hijiri Tanikawa, Nanami Satō, Tsumugi Hayasaka, Akari Satō, Kasumi Mōgi, Rin Okabe, Hitomi Honda, Maria Shimizu, Ayane Takahashi, Nanase Yoshikawa, Yui Oguri, Erina Oda, Shiori Satō, Ayaka Hidaritomo, Natsuki Fujimura, Yuri Yokomichi, Yūna Hattori, Ai Yamamoto, Haruna Hashimoto, Reina Kita, Kurena Chō, Moeri Kondō, Serika Nagano, Nao Ōta, Nanami Yamada, Ruka Yamamoto, Momoka Ōnishi, Sayuna Hama, Mei Abe, Kotone Hitomi, Yūri Tani, Miu Shitao, Riona Hamamatsu, Yurina Gyōten, Kaoru Takaoka, Natsuki Hirose, Yui Moriwaki, Rena Fukuchi, Moeka Iwasaki, Narumi Kuranoo, Miyu Yoshino, Moka Yaguchi, Karin Shimoaoki, Rira Miyazato |

## Notowania
| Lista                             | Pozycja |
| --------------------------------- | ------- |
| Oricon Weekly Singles Chart       | 1       |
| Oricon Yearly Singles Chart       | 5       |
| Billboard Japan Hot 100           | 1       |
| Billboard Japan Hot Singles Sales | 1       |

## Wersja JKT48
Grupa JKT48 wydała własną wersję piosenki jako siódmy singel, pt. Papan Penanda Isi Hati – Message on a Placard. Ukazał się 11 czerwca 2014 roku w dwóch edycjach: regularnej (CD+DVD) i „teatralnej” (CD).

### Lista utworów
Wer. regularna
| CD  |                                                                                 |                                                                                 |      |
| Nr  | Tytuł                                                                           | Oryginalna piosenka                                                             | Czas |
| 1.  | „Papan Penanda Isi Hati – Message on a Placard”                                 | „Kokoro no Placard”                                                             | 4:04 |
| 2.  | „Dialog Dengan Kenari – Kurumi to Dialogue -”                                   | „Kurumi to Dialogue”                                                            | 3:21 |
| 3.  | „Lucky Seven”                                                                   | „Lucky Seven”                                                                   | 3:41 |
| 4.  | „Alasanku Maybe – Iiwake Maybe -”                                               | „Iiwake Maybe”                                                                  | 4:09 |
| 5.  | „Message on a Placard – English Version -” (wer. angielska)                     | „Kokoro no Placard”                                                             | 4:02 |
| DVD |                                                                                 |                                                                                 |      |
| Nr  | Tytuł                                                                           | Tytuł                                                                           | Czas |
| 1.  | „Papan Penanda Isi Hati – Message on a Placard” (Music Video)                   | „Papan Penanda Isi Hati – Message on a Placard” (Music Video)                   |      |
| 2.  | „Papan Penanda Isi Hati – Message on a Placard” (Behind the scenes Music Video) | „Papan Penanda Isi Hati – Message on a Placard” (Behind the scenes Music Video) |      |

Wer. „teatralna”
| Nr | Tytuł                                           | Oryginalna piosenka  | Czas |
| -- | ----------------------------------------------- | -------------------- | ---- |
| 1. | „Papan Penanda Isi Hati – Message on a Placard” | „Kokoro no Placard”  | 4:04 |
| 2. | „Dialog Dengan Kenari – Kurumi to Dialogue -”   | „Kurumi to Dialogue” | 3:21 |
| 3. | „Lucky Seven”                                   | „Lucky Seven”        | 3:41 |
| 4. | „Alasanku Maybe – Iiwake Maybe -”               | „Iiwake Maybe”       | 4:09 |